# شيم وان-كوو
شيم وان-كوو هو سياسي كوري جنوبي، ولد في 1 يوليو 1938 في مدينة ألسان في كوريا الجنوبية، وتوفي في 8 يونيو 2020 في Seocho ‏ في كوريا الجنوبية. نشط حزبياً في Grand Unified Democratic New Party ‏. وقد انتخب عضو الجمعية الوطنية الكورية الجنوبية ‏.